# كريستينا مكدونالد
كريستينا مكدونالد (بالإنجليزية: Christina McDonald)‏ هي لاعبة جمباز فني أمريكية، ولدت في 1969 في أوشاوا في كندا.

## وصلات خارجية
- كريستينا مكدونالد على موقع أوليمبيديا (الإنجليزية)